# Allium chienchuanense
Allium chienchuanense — вид рослин з родини амарилісових (Amaryllidaceae); ендемік китайської провінції Юньнань.

## Опис
Коріння подовжене, товсте, м'ясисте. Цибулина поодинока або скупчена, циліндрична, міцна, діаметром 2–3 см. Листки смугоподібні, коротші від стеблини, завширшки 1.5–3(5) мм, серединна жилка виражена. Стеблина 75–80 см, циліндрична, вкрита листовими піхвами на ≈ 1/3 довжини. Зонтик майже кулястий. Оцвітина жовта; сегменти подібні, від довгастих до довгасто-еліптичних, 6–7 × 2–2.2 мм; в основі об'єднані в трубку ≈ 1 мм, верхівка неправильно зубчаста, рідко ціла. Період цвітіння: вересень.

## Поширення
Ендемік Китаю — провінції Юньнань.
Населяє береги потоків, вологі місця; ≈ 3100 м.